# Пэн Шилу
Пэн Шилу (кит. трад. 彭士禄, упр. 彭士祿, пиньинь Péng Shìlù; 18 ноября 1925, Хайфэн, Китайская Республика — 22 марта 2021, Пекин)  — китайский инженер-ядерщик, «отец китайских атомных подводных лодок» и «отец морских ядерных двигателей Китая». Первый главный конструктор китайского проекта атомной подводной лодки, под руководством которого были построены подводные лодки первого поколения: Подводные лодки проекта 091 «Хань» и Подводные лодки проекта 092 «Ся». Он также был главным конструктором первых китайских атомных электростанций и был членом Китайской инженерной академии. Также работал заместителем министра судостроительной промышленности Китая и министра гидроэнергетики.

## Биография

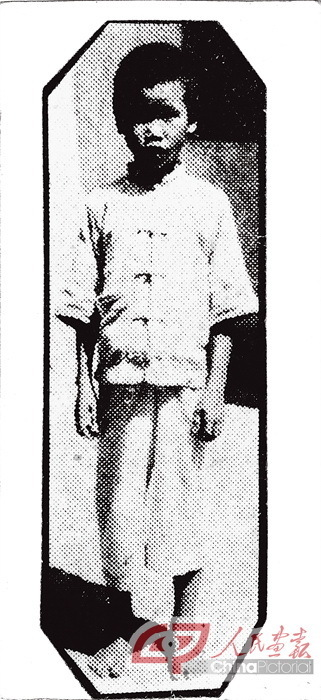
Пэн Шилу во время его ареста

Пэн Шилу родился 18 ноября 1925 года в уезде Хайфэн, провинция Гуандун, в семье Пэн Бая, видного китайского коммунистического революционера 1920-х годов. Его родители были убиты гоминьдановским правительством, когда ему не было и 4 лет, а сам он был заключен в тюрьму в возрасте 8 лет за то, что был сыном Пэн Бая. Позже он был спасен своей бабушкой и отправлен в Яньань Чжоу Эньлаем. В 1940-х годах он получил начальную подготовку в Яньаньском институте естественных наук (в н. в. Пекинский технологический институт). После 1949 года он уехал в Советский Союз, чтобы закончить курсы повышения квалификации в области атомной энергетики в Московском энергетическом институте.

## Карьера

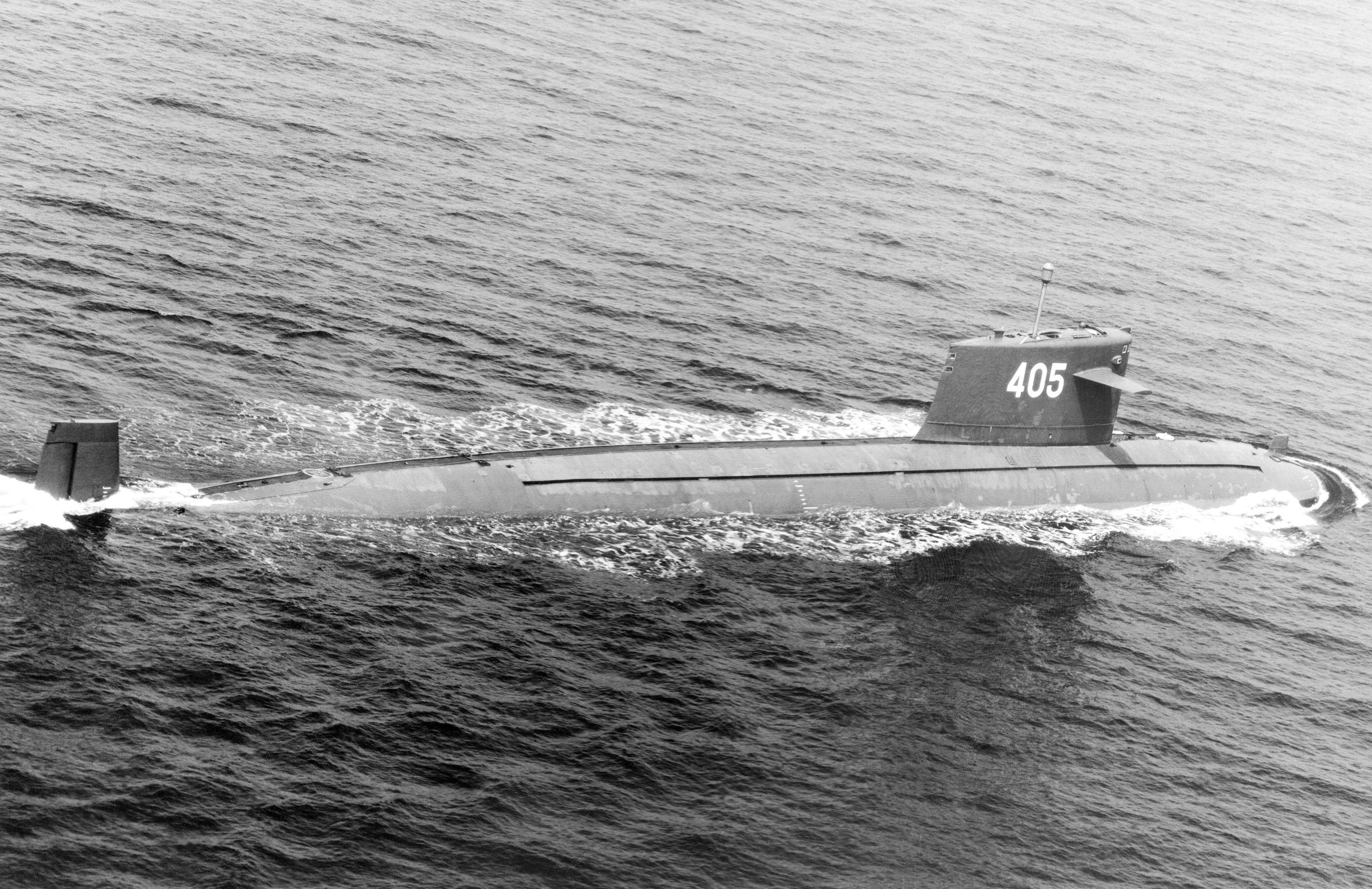
Подводная лодка проекта 091 (главный конструктор Пэн Шилу)

Подводная лодка проекта 092 (главный конструктор Пэн Шилу)

Когда Пэн вернулся в Китай, его назначили на руководящую должность проекта создания подводного атомного реактора. В 1959 году Советский Союз отказался предоставить помощь запланированному Китаем проекту строительства атомных подводных лодок, и Мао Цзэдун заявил, что Китай построит свои собственные атомные подводные лодки, «даже если это займёт 10 000 лет». Пэн руководил всем проектом атомной подводной лодки и одновременно приступил к разработке работоспособной атомной электростанции.
В 1968 году Пэн предложил и возглавил строительство наземного прототипа ядерного энергетического реактора в провинции Сычуань для первой атомной подводной лодки Китая. Этот реактор был завершён в апреле 1970 года и успешно прошёл испытания в июле после того, как Пэн доложил об этом Центральной специальной комиссии во главе с премьер-министром Чжоу Эньлаем. В 1973 году Пэн был назначен вице-президентом Китайского научно-исследовательского и проектного института (Уханьский научно-исследовательский институт кораблестроения 719, Институт атомных подводных лодок), а затем стал заместителем министра Министерства судостроительной промышленности.
Первая китайская торпедная атомная подводная лодка, Великий поход I класса 091, была введена в эксплуатацию в 1974 году, что сделало Китай пятой страной, имеющей атомные подводные лодки, после США, Советского Союза, Великобритании и Франции. Первая атомная подводная лодка с баллистическими ракетами (ПЛАРБ) класса 092 была построена и введена в строй в 1981 году. Обе подводные лодки типа 091 и 092 были оснащены ядерными реакторами и двигательными установками, созданными Пэном и его командой. В 1979 году Пэн был назначен первым главным конструктором китайского проекта атомной подводной лодки, а Хуан Вэйлу (кит. 黄纬禄), Чжао Рэнкай (кит. 赵仁恺) и Хуан Сюхуа были назначены заместителями.
В 1983 году Пэн перешёл от военного к гражданскому применению атомных электростанций, когда он был назначен заместителем министра в Министерстве гидроэнергетики, а также был назначен генеральным инженером в Министерстве атомной промышленности. Он руководил командой по строительству АЭС Циньшань и АЭС Даявань.
Шилу умер 22 марта 2021 года в возрасте 95 лет.

## Награды и отличия
Пэн получил премию Национальной научной конференции в 1978 году, главный приз Национальной премии за научно-технический прогресс в 1985 году, премию за научно-технический прогресс от Фонда Хо – Люн – Хо – Ли в 1996 году и «Награду за высшее научное достижение» от того же фонда в 2017 году, причём всю денежную часть последней премии, он пожертвовал фонду для поощрения молодых людей, добившихся значительных инновационных достижений в области ядерной энергетики.
В 1988 году он получил почетное звание «Выдающийся вклад в науку, технику и оборонную промышленность» от Комитета по науке, технике и оборонной промышленности. В 2020 году он получил 13-ю премию Гуанхуа за инженерные, научные и технологические достижения за «выдающийся вклад в китайскую атомную подводную лодку в достижении исторического прорыва из ничего и определение технического маршрута первой атомной электростанции». Премия Гуанхуа в области инженерных наук и технологий — высшая награда Китая в области техники, основанная и присуждаемая Китайской инженерной академией.

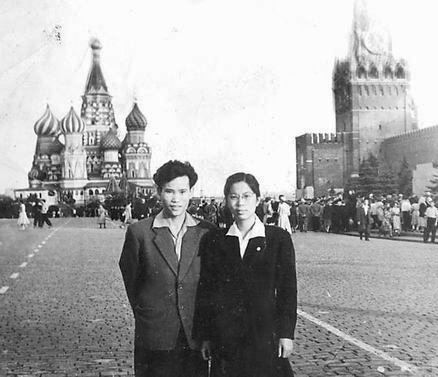
Пэн Шилу и Ма Шуин в Москве

В марте 2021 года, вскоре после его смерти, средства массовой информации, в том числе Центральное телевидение Китая провозгласили его «отцом китайских атомных подводных лодок».
26 мая 2021 года Отдел пропаганды ЦК КПК посмертно удостоил Пэна званием «Образец для подражания на все времена» за его вклад в разработку атомной подводной лодки первого поколения страны в 1950-х годах, его руководящую работу в создание двух крупных атомных электростанций в Китае и его выдающуюся трудоспособность, самопожертвование и стремление к инновациям.

## Личная жизнь
Жена Пэна, Ма (кит. 马淑英) училась вместе с ним в Советском Союзе. Они поженились в 1958 году, когда вернулись в Китай. У них были сын и дочь